# Ташлы-Тала
Ташлы́-Тала́ (карач.-балк. Ташлы-Тала — «каменная поляна», кабард.-черк. Темыркъан-хьэблэ) — село в Лескенском районе республики Кабардино-Балкария.
Образует муниципальное образование сельское поселение Ташлы-Тала как единственный населённый пункт в его составе.

## География
Селение расположено в юго-западной части Лескенского района, на левом берегу реки Хазнидон. Находится в 33 км к юго-западу от районного центра Анзорей и в 68 км к юго-востоку от города Нальчик.
Площадь территории сельского поселения составляет — 21 км2, более 95 % из них приходятся на горные пастбища и леса.
Граничит с землями населённых пунктов: Верхняя Жемтала на северо-западе и Верхний Лескен на севере. Вдоль восточной части сельского поселения проходит административная граница с Ирафским районом республики Северная Осетия.
Населённый пункт расположен в горной зоне республики. Средние высоты на территории сельского поселения составляют 1 119 метров над уровнем моря. Абсолютные достигают 3 000 метров. Поселение со всех сторон окружено хребтами, что делает проезд в село затруднительным.
Гидрографическая сеть представлена реками Хазнидон, Фастаргонадон и Лахумедон. Также имеется множество горных родниковых источников, впадающих сразу в ближайшие реки.
Климат влажный умеренный. В весенне-летний период преимущественно влажный климат, в осенне-зимний — преобладает сухая погода. Амплитуда температуры воздуха колеблется от средних +17,0°С в июле, до средних -4,5°С в январе. Среднегодовая температура воздуха составляет около +6,5°С. Среднегодовое количество осадков составляет около 900 мм. Заморозки начинаются в начале октября и заканчиваются в конце апреля.

## История
Село основано в 1928 году переселенцами из села Верхняя Балкария, на месте разрушенного балкарского аула Темиркановский. Сельский совет при селе было создано в 1929 году. До 1937 года сельсовет входил в состав Урванского округа Кабардино-Балкарской АССР. Затем включён в состав новообразованного Лескенского района.
В марте 1944 года, по ложному обвинению в помощи немецким войскам, балкарцы были депортированы в Среднюю Азию. После  выселения балкарцев все постройки Ташлы-Тала были отданы на слом, а материал увезён предприятиями и колхозами. Населённый пункт, как и другие балкарские сёла была в заброшенном состоянии около 13 лет.
В 1957 году с реабилитацией балкарцев Верховный Советом СССР и их возвращением на свои прежние места проживания, статус населённого пункта и сельсовета были восстановлены.
В 1962 году с ликвидацией Лескенского района, село с сельсоветом было обратно передано в состав Урванского района.
В 1992 году сельсовет села Ташлы-Тала реорганизован и преобразован в сельское поселение Ташлы-Тала. В 2003 году село включено в состав вновь образованного Лескенского района республики.

## Население
| 2002 | 2010 | 2012 | 2013 | 2014 | 2015 | 2016 |
| ---- | ---- | ---- | ---- | ---- | ---- | ---- |
| 730  | ↘641 | ↗649 | ↘644 | ↘643 | →643 | ↗646 |
| 2017 | 2018 | 2019 | 2020 | 2021 | 2023 | 2024 |
| ↗654 | ↘649 | ↗655 | ↗663 | ↗724 | ↗740 | ↗746 |
| 2025 |      |      |      |      |      |      |
| ↗752 |      |      |      |      |      |      |

Плотность — 35.81 чел./км2.
Национальный состав
По данным Всероссийской переписи населения 2010 года:
| Народ    | Численность, чел. | Доля от всего населения, % |
| -------- | ----------------- | -------------------------- |
| балкарцы | 635               | 99,1 %                     |
| другие   | 6                 | 0,9 %                      |
| всего    | 641               | 100 %                      |

По данным Всероссийской переписи 2021 года:
| Народ    | Численность, чел. | Доля от всего населения, % |
| -------- | ----------------- | -------------------------- |
| балкарцы | 720               | 99,44 %                    |
| другие   | 4                 | 0,56 %                     |
| всего    | 724               | 100,0 %                    |

Поло-возрастной состав
По данным Всероссийской переписи населения 2010 года:
| Возраст     | Мужчины, чел. | Женщины, чел. | Общая численность, чел. | Доля от всего населения, % |
| ----------- | ------------- | ------------- | ----------------------- | -------------------------- |
| 0 — 14 лет  | 77            | 81            | 158                     | 24,6 %                     |
| 15 — 59 лет | 201           | 195           | 396                     | 61,8 %                     |
| от 60 лет   | 23            | 64            | 87                      | 13,6 %                     |
| Всего       | 301           | 340           | 641                     | 100,0 %                    |

Мужчины — 301 чел. (47,0 %). Женщины — 340 чел. (53,0 %).
Средний возраст населения — 33,9 лет. Медианный возраст населения — 33,3 лет.
Средний возраст мужчин — 32,3 лет. Медианный возраст мужчин — 32,8 лет.
Средний возраст женщин — 35,4 лет. Медианный возраст женщин — 33,7 лет.

## Местное самоуправление
Структуру органов местного самоуправления сельского поселения составляют:
- Глава сельского поселения — Токуев Борис Мухадинович.
- Администрация сельского поселения Ташлы-Тала — состоит из 3 человек.
- Совет местного самоуправления сельского поселения Ташлы-Тала — состоит из 11 депутатов[21].

Адрес администрации Сельского поселения — село Ташлы-Тала, ул. Ленина №38.

## Образование
- Средняя общеобразовательная школа № 1 — ул. Ленина 55.

## Здравоохранение
- Врачебная амбулатория — ул. Ленина, 40.

## Культура
- Дом Культуры

Общественно-политические организации:
- Совет старейшин
- Совет ветеранов войны и труда

## Ислам
В селе действует одна мечеть.

## Экономика
Важную роль в экономике села играет турбаза «Зори Кавказа», ежегодно посещаемая сотнями детей из Кабардино-Балкарии и Северной Осетии.
В сельском хозяйстве основную роль играет разведение крупного и мелкого рогатого скота.

## Улицы
| Ленина |

| Лесная |

| Надречная |